# کریستینا استیپوئوکوفسکا
کریستینا استیپوئوکوفسکا (انگلیسی: Krystyna Stypułkowska؛ ۱۸ اوت ۱۹۳۸ – ۲۰ اکتبر ۲۰۲۰) بازیگر و مترجم اهل لهستان بود که پس از مدتی بازیگری در لهستان به ایالات متحده آمریکا رفت و در آنجا به کار آموزش دیپلمات‌های وزارت امور خارجه ایالات متحده آمریکا مشغول شد.
از فیلم‌ها یا برنامه‌های تلویزیونی که وی در آن نقش داشته‌است، می‌توان به جادوگران بی‌گناه اشاره کرد.